# Piazza Giulio Cesare (Palermo)

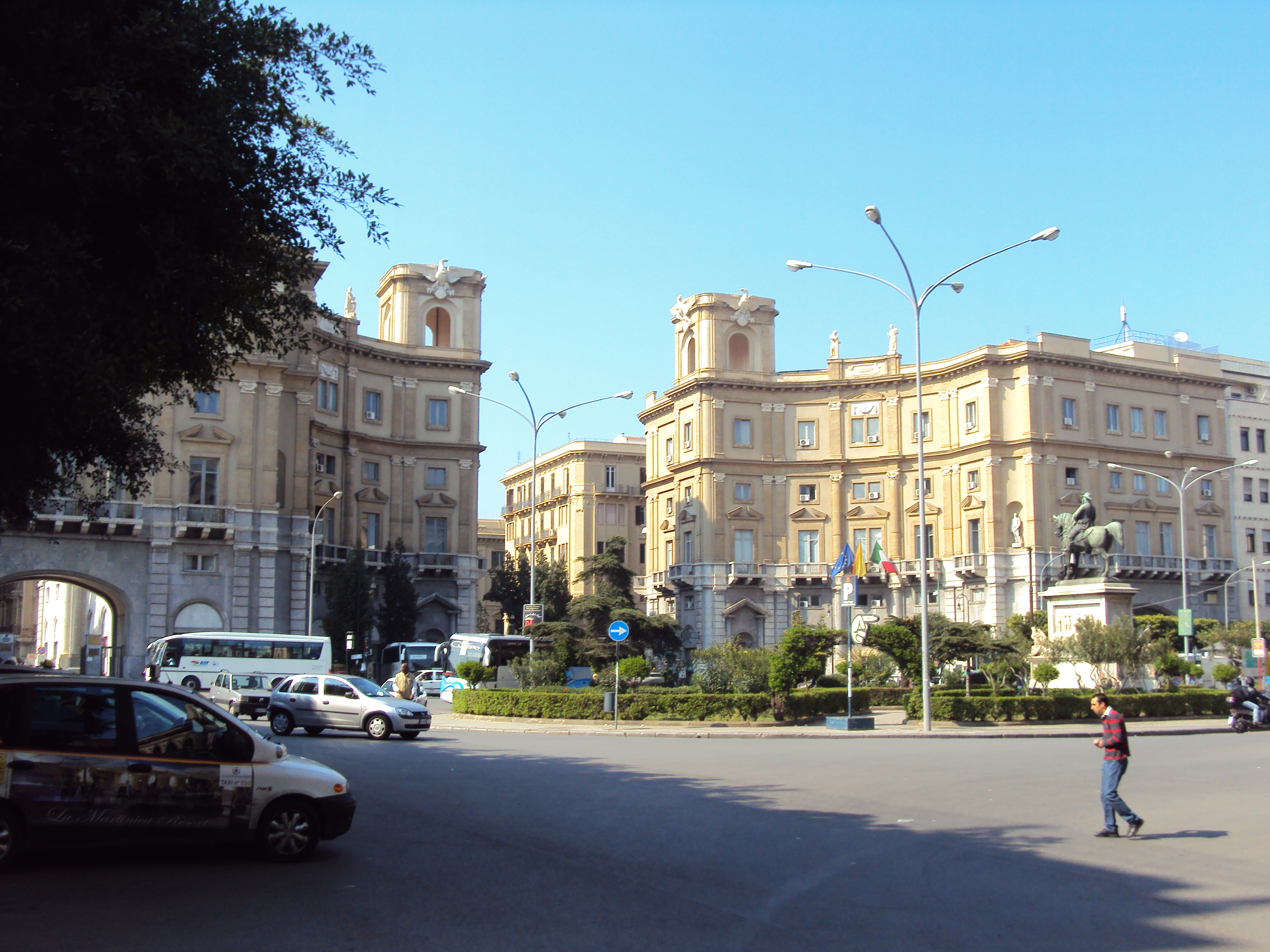
Piazza Giulio Cesare mit Reiterstatue

Die Piazza Giulio Cesare ist der am Rand der historischen Altstadt von Palermo, genau gegenüber dem Haupteingang des Hauptbahnhofes, gelegene Platz, der zur gleichen Zeit um 1886 angelegt worden ist. Er stellt eine wichtige innerstädtische Verkehrsdrehscheibe dar. Der Name wurde zu Ehren Julius Caesars vergeben.
Der Platz besteht aus einer zentralen, ovalen Grünfläche mit dem Reiterstandbild Viktor Emanuels II., der als „Vater des Vaterlandes“ verehrt wurde, und einigen Bäumen. Um den Platz herum führt gegen den Uhrzeigersinn die breite Verkehrsfläche für Busse und den Individualverkehr. Südlich anschließend das über die gesamte Breite des Platzes gehende Portal des Bahnhofes, nördlich das Hochhauspaar, das, ebenfalls als Portal gestaltet, den Anfang der Via Roma ausmacht. In Verlängerung des länglichen Platzes führen die beiden wichtigen Straßen Via Lincoln nach Osten und der Corso Tukory nach Westen. Flankierend zu diesen beiden Straßen und zum Portal des Hauptbahnhofes sind breite Flächen für schattenspendende Bäume vorgesehen.

## Geschichte
Der Platz befindet sich über den Grundmauern der südlichen Flanke der mittelalterlichen Stadtmauer, die in Folge des Risorgimento geschleift worden war. Im Auftrag des Ministers für öffentliche Arbeiten und Bürgermeisters Francesco Paolo Perez (1812–1892) wurde der Platz in den Jahren 1880 bis 1885 angelegt, seine offizielle Einweihung fand am 7. Juni 1886 statt. Anstelle der Stadtmauer entstanden breite Prachtstraßen nach dem Vorbild der französischen Haussmannisierung. Die Gestaltung des Platzes mit seiner eklektizistischen Architektur war mit der Fertigstellung des dem Bahnhof gegenüberliegenden Gebäudekomplexes (1924–1936) beendet. Im Zuge dieser Baumaßnahme war in einer dritten Bauphase die Verlängerung der Via Roma bis zur Piazza Giulio Cesare 1920 fertiggestellt worden.
Erst mit dem Aufkommen des Faschismus und im Einklang mit dem imperialistischen Streben Mussolinis wurde der Platz nach Julius Caesar, dem großen römischen Politiker und Schriftsteller, benannt.